# Hare Krishna-beweging
De Hare Krishna-beweging is een beweging binnen het vaishnavisme en het hindoeïsme, die in 1966 werd gesticht te New York door A.C. Bhaktivedanta Swami Praphupada (1896-1977). De officiële benaming van deze beweging is ISKCON, International Society for Krishna Consciousness, de Internationale Gemeenschap voor Krishna Bewustzijn.

## Officiële doelstellingen

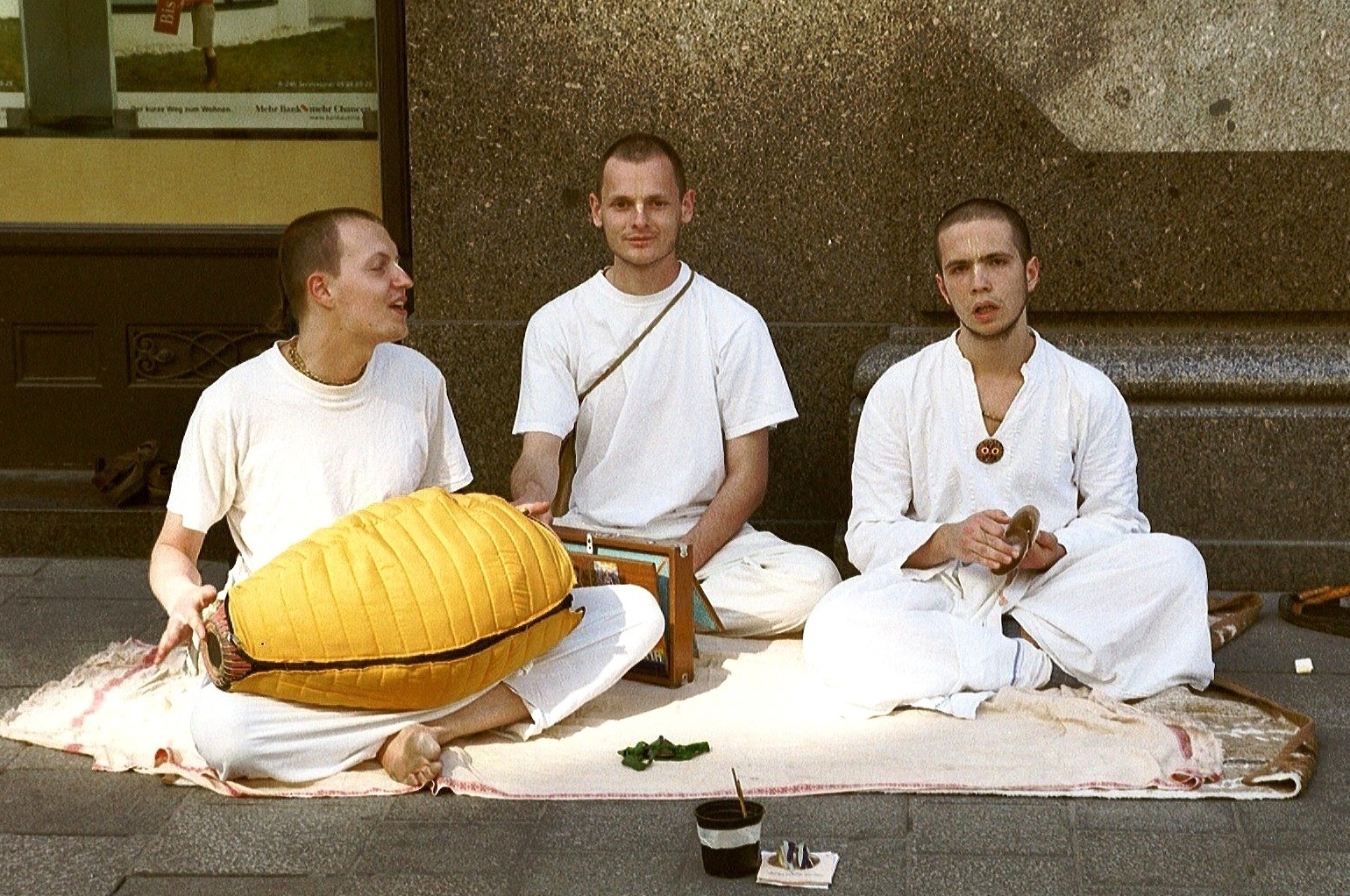
Hare Krishna-aanhangers in Wenen

ISKCON kent zeven officiële hoofddoelstellingen:
1. Het systematisch verspreiden van de ideologie van ISKCON naar de hele wereldgemeenschap en zo veel mogelijk mensen onderwijzen in de technieken van een spirituele levenswijze, waardoor de onevenwichtigheden in de waarden van het bestaan kunnen worden tegengegaan en werkelijke saamhorigheid en vrede in de wereld tot stand kunnen komen.
2. Het bevorderen van het bewustzijn van Krishna, zoals geopenbaard in de Srimad Bhagavad gita en het Srimad bhagavatam (ofwel het Bhagavata Purana).
3. Het dichter bij elkaar brengen en dichter bij Krishna brengen van alle leden van de ISKCON gemeenschap, opdat het gedachtegoed – dat elke ziel een deeltje is van, en een toevoeging is aan de allerhoogste kwaliteit van God (Krishna) – zich makkelijker kan ontwikkelen in de ISKCON-gemeenschap en bij de gehele mensheid.
4. Het onderwijzen en aanmoedigen van de sankirtanbeweging, het gezamenlijk chanten van de heilige namen van God, zoals dit geopenbaard wordt in de leringen van Sri Chaitanya Mahaprabhu.
5. Het oprichten van een heilige plaats van bovenzinnelijke activiteiten ter ere van de Allerhoogste Persoonlijkheid Gods voor de ISKCON-leden en de wereldgemeenschap.
6. De leden dichter bij elkaar brengen met als doel hen een eenvoudige natuurlijke levenswijze aan te leren.
7. Het publiceren van tijdschriften, boeken en andere geschriften, met het oog op het bereiken van voornoemde doelstellingen.

## Filosofie

### Vaishnavisme volgens ISKCON
Het vaishnavisme volgens ISKCON stelt dat het spirituele leven begint wanneer men op zoek gaat naar het 'summum bonum' of de Absolute Waarheid, de Parama (Allerhoogste) en Purusha (Bestuurder), De Allerhoogste Bestuurder, De Allerhoogste Persoonlijkheid Gods. Gaudiya vaishnavas zijn monotheïsten en kennen God als Krishna, wat de al-aantrekkelijke betekent. Men erkent echter ook dat de Allerhoogste Persoonlijkheid een oneindig aantal namen heeft zoals Rama, Jehova, Boeddha, Vishnoe, Allah, enz. Het uiteindelijke doel van het vaishnavisme is het ontwikkelen van een liefdevolle of devotionele relatie met de Allerhoogste Godspersoon.
Volgens het vaishnavisme volgens ISKCON zeggen de Veda's (geschriften) ook dat het moment dat men het inzicht verwerft dat het het zelf niet-materieel van aard is, maar juist volledig spiritueel is in alle eeuwigheid. Dit is de allereerste stap op de weg naar het realiseren van de Absolute Waarheid. Om die kennis van zelfverwerkelijking te kunnen begrijpen, adviseert het vaishnavisme een spiritueel leraar te benaderen. Net zoals men de essentie van ieder vak moet leren van een vervolmaakt beoefenaar, zo behoort men ook op het spirituele pad van een bevoegd geestelijk leraar te leren.
In het Gaudya-vaishnavisme beoefent men het gemeenschappelijk chanten van de maha-mantra, (हरे कृष्ण
हरे कृष्ण कृष्ण कृष्ण हर हर हरे राम हरे राम राम राम हर हर) Hare Krishna, Hare Krishna, Krishna Krishna, Hare Hare, Hare Rama, Hare Rama, Rama Rama, Hare Hare, zoals voorgeschreven door (चैतन्य महप्र्भु) Caitanya Mahaprabhu.
De aspirant toegewijde legt een gelofte af waarin hij/zij belooft zich geheel te zullen onthouden van intoxicatie, gokken, buitenechtelijke seksuele relaties en het eten van vlees, vis en eieren. Daarna kan die persoon een formele initiatie in het chanten van de heilige naam ontvangen van zijn of haar 'Goeroe'. ISKCON-leden geloven dat als men zich te buiten gaat aan voorgenoemde activiteiten, het fysieke, mentale en spirituele welzijn schade wordt toegebracht en maatschappelijke problemen en conflicten zullen toenemen.
Tijdens de initiatie gaat de toegewijde eveneens akkoord met het dagelijks chanten van een voorgeschreven aantal ronden. Dit is in het begin een willekeurig aantal, maar hoe meer men vordert op het pad der toewijding, des te meer mantra's men wil gaan chanten. Tijdens de initiatie stemt de toegewijde ermee in om dagelijks zestien ronden op zijn japa mala (gebedssnoer) te chanten. Er is tevens een onderscheid in het materiaal waaruit deze snoeren zijn vervaardigd. Een ongeïnitieerde student chant eerst op 'neem'-kralen: hout afkomstig van de heilige 'neem'-boom. Maar zodra men geïnitieerd is, krijgt men van de Goeroe een 'mala' gemaakt van de zeer heilige 'tulasi'-plant, die overigens familie is van de basilicum. Volgens de traditie is het namelijk zo, dat wanneer de Goeroe tevreden is over de toegewijde dienst van de student, hij deze initieert en de student beter en zuiverder de Maha-mantra of Hare Krsna-mantra ten gehore zal brengen. De namen van de Maha-mantra hebben hun specifieke betekenis en refereren aan 'De Allerhoogste Liefde van God' De 'Al-Aantrekkelijke' en 'De Eeuwige bron van Alle vreugde'.
Deze vorm van vaishanavisme verschilt van andere vaishanava-stromingen als Shri sampradaya, Kumara sampradaya, Vallabha sampradaya en Brahma sampradaya. Zij dienen allen dezelfde Aller Hoogste Gods Persoon in verschillende gradaties der transcendentale ontwikkeling. ISKCON beschouwt in tegenstelling tot de meeste Vaishnava-stromingen Krishna niet als een avatar van Vishnu, maar ziet Krishna als de enige echte vorm van Vishnu. Verder verwerpt en bestrijdt ISKCON de populaire hindoeïstische filosofie van het monisme (advaita Vedanta), zoals onder meer verwoord door Shankara. Deze manier van Godsverering verschilt in die zin van de oorspronkelijke Godsopvatting, dat God geen Persoon is, maar een goedwillig licht, dat eeuwig lijkt te schijnen en alle cadeautjes op tijd aflevert - zowel materieel als spiritueel. De respectievelijke wegen, die deze stromingen bewandelen verschillen dan ook op het gebied in de relatiesfeer met De Heer, de één Persoonlijk, de andere onpersoonlijk.

### Spirituele erfopvolging
In het vaishnavisme volgens ISKCON geldt het principe dat de leringen onveranderd van goeroe (leraar) aan leerling worden doorgegeven. Zo ontstaat een erfopvolging van goeroes en discipelen. Zo'n lijn van erfopvolging noemt men een sampradaya. ISKCON behoort tot dezelfde tak als de sampradaya waar Sri Chaitanya toe behoorde, de Brahma sampradaya. De meest prominente toegewijden in deze opeenvolging worden aanvaard als acharya's; diegenen die kunnen onderrichten door het juiste voorbeeld te geven.

## Structuur van de organisatie

### Gemeenschappen
De meeste ISKCON-leden oefenen gewoon thuis, in combinatie met hun dagelijkse leven en werken in de gewone maatschappij. Ook komen zij regelmatig samen in tempels voor verering.
De meeste leden die in tempels leven, zijn in opleiding of verlenen hun diensten aan de missie als geestelijken of zendelingen.
De beweging telt intussen wereldwijd:
- ongeveer 10.000 tempelbewoners
- ongeveer 250.000 congregatieleden
- meer dan 350 centra en tempels
- 60 rurale gemeenschappen
- 50 scholen
- 60 restaurants

### Governing Body Commission (GBC)

#### Bestuurscommissie
Om ISKCON te helpen met beheer en uitbreiding werd door Srila Prabhupada in 1970 de bestuurscommissie, 'Governing Body Commission' (GBC) opgericht. Net voor Srila Prabhupada overleed, verzocht hij de uitvoerende macht van ISKCON aan de GBC over te dragen. Srila Prabhupada heeft 11 leiders aangewezen die hem na zijn dood op moesten volgen. Deze leiders zijn: Satsvarupa dasa Gosvami, Jayapataka Swami, Hrdayananda Gosvami, Tamala Krishna Gosvami, Bhavananda Gosvami, Hamsaduta/Hansadutta Swami, Ramesvara Swami, Harikesa Swami, Bhagavan dasa Adhikari, Kirtanananda Swami, en Jayatirtha dasa Adhikari. Van deze 11 leiders zijn slechts 3 nog actief binnen de organisatie. Deze zijn: Satsvarupa dasa Gosvami, Jayapataka Swami en Hrdayananda Gosvami. Tamal Krishna Goswami is in maart 2002 verongelukt.
ISKCON's belangrijkste strategieën en richtlijnen worden beslist in die GBC door middel van stemming en raadpleging van tempeloversten en andere leiders. De autoriteit en missie van de GBC heeft sinds de dood van Srila Prabhupada in 1977 andere vormen aangenomen.

### Bhaktivedanta Book Trust (BBT)
Meer dan 70 boekvertalingen van de Vedische geschriften in het Engels, voorzien van uitgebreide commentaren waren de uitkomst van 12 jaar schrijven.
Om Prabhupada's werken te publiceren werd in 1972 de Bhaktivedanta Book Trust (BBT) opgericht. Daarna werd ze 's werelds grootste uitgeverij en distributeur van Vedische filosofische en religieuze boeken.
Tot op heden heeft de BBT meer dan 500.000.000 (500 miljoen) boeken en magazines gepubliceerd in meer dan 60 talen.

### ISKCON-tempels en -centra in België

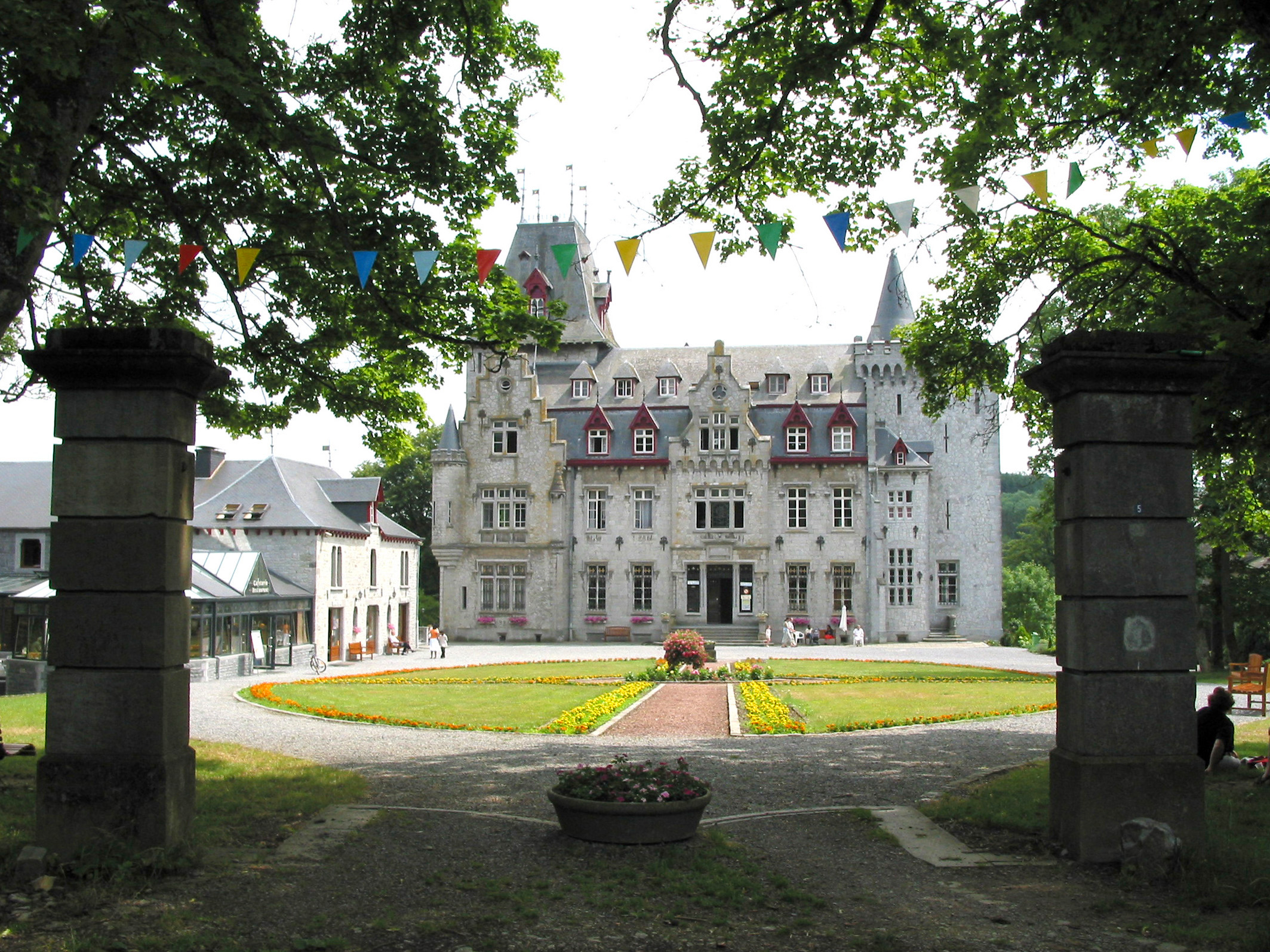
"Radhadesh", Petite-Somme, Durbuy

- "Radhadesh", Petite-Somme, Durbuy
- "Govinda", Antwerpen
- ISKCON-centrum, Brussel

### ISKCON-tempels en -centra in Nederland
In 2008 bestonden de volgende locaties:
- Amsterdam
- Rotterdam
- Den Haag
- Eindhoven huistempel
- Utrecht
- Groningen
- Leeuwarden
- Maastricht
- Boxtel

## Geschiedenis van ISKCON
ISKCON, opgericht in 1966 door Shrila Prabhupada, behoort tot de gaudiya vaishnava-traditie, die gebaseerd is op de leringen uit de Bhagavad gita en het Srimad bhagavatam volgens Chaitanya. Binnen deze lering staat bhakti, zoals die geïnterpreteerd wordt door Chaintanya, centraal. Deze vorm van bhakti komt niet geheel overeen met de interpretatie van de algemene Hindoestromingen.
De voorschriften en beoefening van het gaudiya-vaishnavisme werden op schrift gesteld en onderricht door de 15e-eeuwse heilige en religieus hervormer Sri Chaitanya Mahaprabhu (1486-1534) en zijn belangrijkste volgelingen, de zes Goswamis van Vrindavana.
Sri Chaitanya wordt door de toegewijden in de gaudiya vaishnava-traditie als een directe avatara van Krishna beschouwd. Zijn invloed gaf een grote impuls aan de verspreiding van de bhakti-beweging over heel India. Onder zijn leiding werden honderden filosofische boeken over het Krishna-bewustzijn geschreven, onder meer over de acintya bedhabedha tattva-filosofie.
De 19e-eeuwse vaishnava-theoloog Bhaktivinoda Thakura paste het Krishnabewustzijn voor een modern publiek aan, omdat deze kennis ogenschijnlijk verdwenen bleek te zijn. Zowel hij als zijn zoon Bhakti-Siddhanta Sareswati Thakur hebben zich ingespannen om deze tak te herstellen. In de 20e eeuw gaf de goeroe van Srila Prabhupada, Bhaktisiddhanta Sarasvati Goswami, hem de instructie het 'Krishnabewustzijn' in het westen te verspreiden.
In de jaren 70 en 80 werden de Hare Krishna's zowel binnen als buiten Nederland en België nogal eens gezien als een typisch geval van een sekte met alle negatieve connotaties die bij dat woord horen. Aan de andere kant erkenden sommige sektetegenstanders dat het hier een geval betrof van een authentieke hindoe-traditie.
Een prominent lid van ISKCON in Nederland, Hendrik van Teylingen, stichtte na conflicten met de leiding van ISKCON, de Sri Chaitanya Gemeenschap maar hield vast aan de Gaudiya Vaishnava-traditie waaruit ISKCON voortkwam.
Een ander prominent lid is Henk Keilman, hij was van 1982 tot en met 1984 voorzitter van de Stichting Iskcon en spiritueel leider van de beweging.
Veel Nederlandse volgelingen van ISKCON zijn verhuisd naar een kasteel in Petite-Somme, gelegen in de Belgische Ardennen. Het werd omgevormd tot een tempel en draagt sedertdien de naam Radhadesh. Dit kasteel staat open voor bezoekers. In 2002 waren er daar conflicten met de omgeving die de ISKCON-volgelingen weten aan de ongegronde afkeer en angst van en voor alle zogenaamde "sekten" van Walen, gevoed door Franse staatspropaganda. De Franse overheid voert een actief, internationaal omstreden, anti-sektenbeleid.
ISKCON werd en wordt nog al eens bekritiseerd vanwege de ondergeschikte positie van vrouwen in de beweging.
 Aan de andere kant was in 1999 de voorzitter van ISKCON Duitsland een vrouw. (Arcana Dasi, monastieke naam voor Alice Schumann.)

## Schandalen binnen ISKCON
In 1990 publiceerde Raghunatha de eerste ISKCON Youth Veterans Newsletter waarin voor het eerst een aantal artikelen over kindermishandeling gepubliceerd werden, waaronder zijn autobiografische Kinderen van de Ashram. Aan de ene kant schokte dit een groot aantal ISKCON-leden, aan de andere kant was er een groot aantal leden dat zich hiervoor afsloot. GBC-leider Tamal Krishna riep Raghunatha op om te stoppen met de publicaties. In 1993 werd een nieuwe publicatie opgezet: As It Is: The Voice of the Second Generation, waarin de verhalen van de slachtoffers werden opgetekend en gedocumenteerd. In 1996 zetten een aantal slachtoffers de website VOICE (Violations of ISKCON Children Exposed) op, welke naast Raghunatha en As It Is de grootste bijdrage heeft geleverd om de kindermishandeling aan het licht te brengen. In 1998 gaf Anuttama Das, hoofd van het ISKCON-communicatieministerie, de opdracht voor een academisch verslag over de kindermishandeling. Dit verslag leidde tot een publicatie in de ISKCON Communications Journal, het officiële orgaan van ISKCON; een artikel met een gedetailleerde beschrijving van het lichamelijke, emotionele en seksuele misbruik van kinderen in India en de V.S. tussen 1970 en 1990. Dit stuk leidde tot interne verdeeldheid binnen ISKCON. Aan de ene kant was er een groep die vol lof was over de publicatie en alles wilde doen om het goed te maken, aan de andere kant was er een groep die zich er tegen verzette en zelfs zover ging dat ze de slachtoffers in de tempels mishandelde. Later spanden 95 mensen die op die kostscholen hadden gezeten processen tegen de ISKCON aan.
Vanwege de enorme financiële aderlating die deze juridische acties tot gevolg zouden hebben, lieten de betrokken ISKCON-centra zich failliet verklaren met een beroep op hoofdstuk 11 van de Amerikaanse Faillissementswet. Hierdoor konden ze een schikking treffen waarbij $9,5 miljoen beschikbaar werd gesteld voor alle slachtoffers - niet alleen de mensen die hadden geprocedeerd. Er reageerden ongeveer 430 mensen op oproepen in kranten om zich te melden. Individuele slachtoffers zullen naar schatting tussen de $6000 en $50.000 krijgen, afhankelijk van de aard en duur van het misbruik.
Om zich te beschermen tegen verder misbruik heeft de ISKCON wereldwijd een dienst kinderbescherming opgericht die echte of potentiële misbruikers moet screenen en waakzaamheid moet stimuleren. Een petitie die (per juli 2006) nog circuleert, roept de leden op tot "zero tolerance" tegenover vroegere daders.
Een deel van de slachtoffers van de kindermishandeling heeft zijn leven op weten te pakken, een ander deel heeft het leven opgegeven en heeft zelfmoord gepleegd, is verongelukt of is gestorven aan een overdosis drugs. Veel van deze slachtoffers zijn niet voorbereid op het leven buiten ISKCON en zijn afhankelijk van uitkeringen. Veel van de daders zijn bevoorrechte leiders binnen ISKCON gebleven.
In 1990 verklaarde een Amerikaanse rechtbank Kirtanananda Swami, de leider van de religieuze gemeenschap 'New Vrindavan' (die van 1988 tot 1998 uit ISKCON verbannen was) schuldig inzake aanklachten wegens gangsterpraktijken en het smeden van moordplannen in verband met zijn betrokkenheid bij de dood van twee aanhangers die een bedreiging hadden gevormd voor zijn macht over de gemeenschap. Hij werd veroordeeld tot 20 jaar gevangenis voor de aanklacht wegens gangsterpraktijken maar werd in juni 2004 om gezondheidsredenen vrijgelaten.
Een Amerikaanse vrouw met de naam Robin George en haar ouders klaagden ISKCON aan wegens hersenspoeling en omdat ISKCON de toen minderjarige Robin George zonder toestemming van haar ouders onderdak zou hebben gegeven en haar verblijfplaats verborgen zou hebben gehouden voor hen. Deze langdurige zaak werd tot voor het Amerikaanse Hooggerechtshof uitgevochten.
Om ervoor te zorgen dat de leden zich transparant en verantwoordelijk gingen opstellen, moedigde de ISKCON de oprichting van een ombudsmanorganisatie aan, "ISKCONResolve". Het Geïntegreerde Conflict Beheersings Systeem (Engels: Integrated Conflict Management System (ICMS)) levert ook hulpverleners, arbiters en experts op het gebied van conflictanalyse. De organisatie zegt dat ICMS bedoeld is om alle leden van ISKCON een stem te geven en de transparantie en aansprakelijkheid van de leiding van de ISKCON op een hoger niveau te brengen.